# Guruji G. Bahadur
 (octobre 2012).
Guruji G. Bahadur [ ?.- …] est un expert gurkha de Thaing et président du Military Athletic Club (MAC) de Maymyo (Région de Mandalay) dans les années 1930. Il fait partie du groupe des neuf experts (parmi les survivants du MAC) chargé après la Seconde Guerre mondiale de sauvegarder les arts martiaux birmans sous l’égide du National Bando Association (NBA).